# 查汗采开乡
查汗采开乡，是中华人民共和国新疆维吾尔自治区巴音郭楞蒙古自治州焉耆回族自治县下辖的一个乡镇级行政单位。

## 行政区划
查汗采开乡下辖以下地区：
查汗采开村、布热村、阿尔莫墩村、莫哈尔苏木村和嘎伦莫墩村。